# Eishockey-Nationalliga (Österreich) 1991/92
Die Saison 1991/92 der österreichischen Eishockey-Nationalliga wurde mit acht Mannschaften ausgetragen. Titelverteidiger wäre der EK Zell am See gewesen, der jedoch in die Bundesliga aufgestiegen war. Neuer Meister wurde der EHC Lustenau.

## Tabelle nach dem Grunddurchgang
|    |                 | Sp | S  | U | N  | Tore    | Punkte |
| -- | --------------- | -- | -- | - | -- | ------- | ------ |
| 1. | EHC Lustenau    | 28 | 17 | 2 | 9  | 174:128 | 36     |
| 2  | Kapfenberger SV | 28 | 17 | 2 | 9  | 168:147 | 36     |
| 3  | EC Graz II      | 28 | 14 | 5 | 9  | 128:110 | 33     |
| 4  | EC Kitzbühel    | 28 | 15 | 2 | 11 | 168:153 | 32     |
| 5  | WAT Stadlau     | 28 | 11 | 6 | 11 | 137:118 | 28     |
| 6  | UEC Linz        | 28 | 10 | 3 | 15 | 118:135 | 23     |
| 7  | EC Salzburg     | 28 | 8  | 3 | 17 | 111:158 | 19     |
| 8  | EC Ehrwald      | 28 | 8  | 1 | 19 | 116:171 | 17     |

## Playoffs

### Viertelfinale
- EHC Lustenau (1) – EC Ehrwald (8): ?:? (Einzelergebnisse unbekannt)
- Kapfenberger SV (2) – EC Salzburg (7): ?:? (Einzelergebnisse unbekannt)
- EC Graz II (3) – UEC Linz (6): ?:? (Einzelergebnisse unbekannt)
- EC Kitzbühel (4) – WAT Stadlau (5): ?:? (Einzelergebnisse unbekannt)

### Halbfinale
- EHC Lustenau (1) – EC Kitzbühel (4): ?:? (Einzelergebnisse unbekannt)
- Kapfenberger SV (2) – EC Graz II (3): ?:? (Einzelergebnisse unbekannt)

### Finale
- EHC Lustenau (1) – Kapfenberger SV (2): ?:? (Einzelergebnisse unbekannt)

## Kader des Nationalliga-Meisters
| Nationalliga-Meister EHC Lustenau | Torhüter: Verteidiger: Jörn Giselbrecht Angreifer: Franz Kullich, Maximilian Squillace Cheftrainer: |